# Валентин Иванов (астроном)
Вижте пояснителната страница за други личности с името Валентин Иванов.
Валентин Д. Иванов е български астроном, работещ в Европейската южна обсерватория, и автор на научна фантастика.

## Биография
Роден е в Бургас през 1967 година. Завършва реална гимназия „Димитър Благоев“ в Кърджали (1985), днес СОУ „Йордан Йовков“. Като ученик посещава кръжок по астрономия в АО-Кърджали и от 1982 година участва в националната лагер школа по астрономия „Бели Брези“. През 1992 година се дипломира като магистър по физика със специализация по астрономия в Софийския университет. Защитава докторска дисертация в Аризонския университет в Тусон, Аризона, САЩ през март 2001 година и започва работа в Европейската южна обсерватория в Чили.
Научните интереси на Валентин Д. Иванов са широки и обшващат звездни купове, кафяви джуджета, екзопланети и други. Занимава се и със строеж и поддръжка на астрономически инструменти, както и на софтуер за обработка на астрономичекси наблюдения. Той е сред пионерите на високоскоростна фотометрия в ЕСО. Заедно с Рей Джаявардена откриват, че двойната система Oph-162225-240515 се състои от изключително ниско масивни компоненти - с маси близо до границата между кафяви джуджета и планети. През последните години се занимава главно с инфрачервени обзори на небето с телескопа ВИСТА (телескоп).
С писане на научна фантастика Валентин Д. Иванов се занимава от ученическите си години. Някой от разказите му са написано в съавторство с Кирил Добрев, съвместно с когото през 2006 г. издава сборник фентъзи разкази – „Професия Юнак“. Има публикации на английски и немски, включително в антологията Letters to Tiptree (антологията е носител на наградата на списание „Локус“).